# Grädde

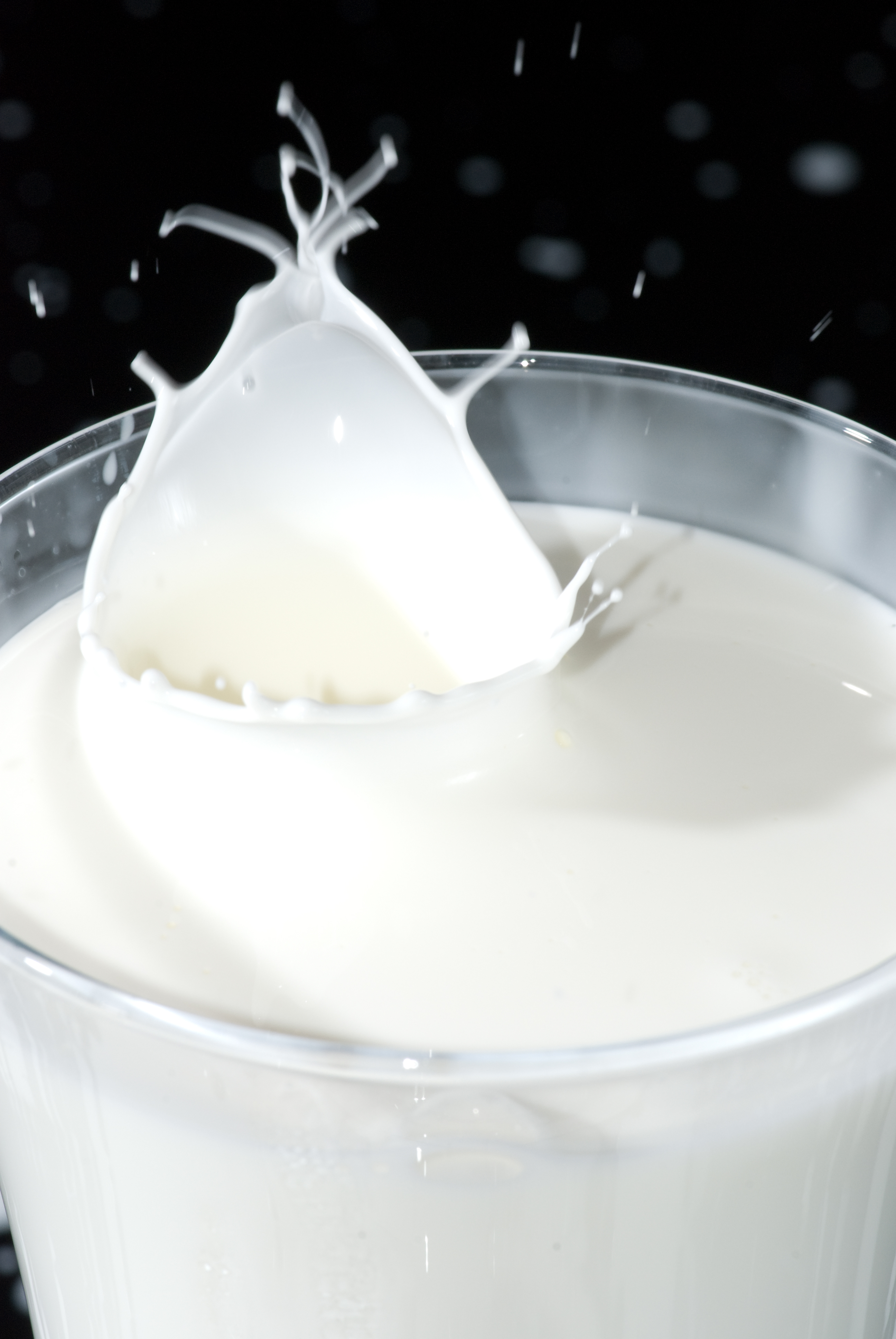
Grädde.

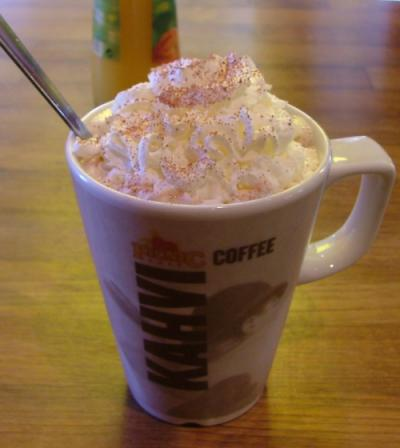
Varm choklad med vispad grädde toppad med mald kanel eller kardemumma.

Grädde är en vattenemulsion av fett som avskiljts från mjölk, vanligen komjölk. Det mesta av grädden homogeniseras för att inte skikta sig, men grädde med fetthalt över 40 procent behöver inte homogenisering. Sådan grädde kallas vispgrädde på grund av de stora fettdropparnas förmåga att binda luft till ett hållfast skum (ålderdomligt och i finlandssvenskan: "snömos" ) vid vispning.

## Varianter i Sverige
I Sverige har vispgrädde vanligen en fetthalt på 35–40 procent, men olika varianter har lägre fetthalt. Grädde med lägre fetthalt än 40 procent innehåller oftast karragenan som tillsats. Så kallad mellangrädde har 27–30 procent fett, medan halten fett i matlagningsgrädde normalt ligger omkring 10–15 procent. Kaffegrädde har oftast 10–12 procents fetthalt, förr oftast 12 procent. Grädde med högre fetthalt än 40 procent säljs inte av svenska mejerier.

## Användning
Grädde används som grund i såser och i annan slags matlagning. Vispad grädde är vanligt för garnering och fyllning av bakverk, speciellt bakelser och tårtor. Vispgrädde är även vanligt förekommande i efterrätter, antingen som ingrediens eller tillbehör.

## Historia

### Sverige
Sverige har under många år haft ett överskott på grädde. Tidigt producerades smör på export. När kylningstekniken utvecklades på 1890-talet började grädde exporteras obehandlad. På 1930-talet kallades kaffegrädde för tunngrädde och vispgrädde för tjockgrädde. Försäljningen gick däremot dåligt. Åren 1939–1949 upphörde all försäljning av tjockgrädde i Sverige i samband med ransoneringen. Kaffegrädde såldes i flaska fram till 1955. På 1960-talet kom ersättningsprodukter i form av gräddpulver med olika fetthalt och tillsatser. Under 1970-talet och 1980-talet gick försäljningen av vegetabilisk grädde med lägre fetthalt starkt, då den uppfattades som ett hälsosammare alternativ.